# Saint-Ambroix, Gard
Saint-Ambroix este o comună în departamentul Gard din sudul Franței. În 2009 avea o populație de 3.349 de locuitori.

## Evoluția populației
| An        | 1975  | 1982  | 1990  | 1999  | 2006  | 2009  |
| --------- | ----- | ----- | ----- | ----- | ----- | ----- |
| Populație | 3.815 | 3.845 | 3.517 | 3.365 | 3.559 | 3.349 |